# Nymphalis borealis
Nymphalis borealis är en fjärilsart som beskrevs av Wnukowsky 1927. Nymphalis borealis ingår i släktet Nymphalis och familjen praktfjärilar. Inga underarter finns listade i Catalogue of Life.